# Amtsgericht Witkowo
Das Amtsgericht Witkowo war ein preußisches Amtsgericht mit Sitz in Witkowo (Provinz Posen).

## Geschichte
Aufgrund der Reichsjustizgesetze wurden mit Wirkung zum 1. Oktober 1879 reichsweit einheitlich Amtsgerichte gebildet. In Witkowo entstand dabei kein Amtsgericht. Mit dem Gesetz, betreffend die Einrichtung eines Amtsgerichts in der Stadt Witkowo vom 21. Juni 1897 wurde das Amtsgericht Witkowo errichtet und dem Landgericht Gnesen zugeordnet. Als Sprengel wurden vom Amtsgericht Gnesen die Städte Witkowo, Powidz und Mieltschin, die Polizeidistrikte Witkowo-Ost und Witkowo-West und aus dem Polizeidistrikt Schwarzenau die Landgemeinden Cielimowo, Jarzombkowo, Neu-Tecklenburg und Zulez sowie die Gutsbezirke Cielimowo, Czechowo, Grotkowo, Jarzombkowo und Zulez abgetrennt. Das Gericht nahm am 1. April 1900 die Arbeit auf. Der Amtsgerichtsbezirk kam aufgrund des Versailler Vertrages 1919 zu Polen, und das Amtsgericht stellte seine Arbeit ein. An seiner Stelle wurde das polnische Sąd Powiatowy w Witkowie eingerichtet. Im Jahre 1939 wurde Polen deutsch besetzt. Im Rahmen der Neuorganisation der Gerichte in Ostdeutschland und im ehemaligen Polen wurden das Amtsgericht Witkowo neu gebildet und erneut dem Landgericht Gnesen zugeordnet.
Im Jahre 1945 wurde der Amtsgerichtsbezirk unter polnische Verwaltung gestellt, und die deutschen Einwohner wurden vertrieben. Damit endete auch die Geschichte des Amtsgerichtes Witkowo.